# Temple d'Horus (Edfou)
Pour les articles homonymes, voir Temple d'Horus.
| F18 · D46 | t · O49 |

| F18 · D46 | t · O49 |

Le temple d'Horus est un temple égyptien situé à Edfou (Behdet, Apollinopolis) sur la rive gauche du Nil entre Assouan et Louxor, à 105 km au sud de cette dernière.
Voué au culte d'Horus, il est le plus grand temple de la dynastie lagide et le deuxième sanctuaire le plus important d'Égypte après Karnak. Construit entre -237 et -57, sous la dynastie lagide ou ptolémaïque il est l'un des temples les mieux préservés d'Égypte.
Le dieu de la cité était un dieu faucon, l’Horus de Behedet.

## Histoire
L’importance d’Edfou s’affirme dès la plus haute Antiquité. La nécropole archaïque a été retrouvée, et on a découvert dans le désert proche le nom de Ouadji, l’un des premiers rois de la Ire dynastie (vers 3040-3020 avant notre ère).
Edfou doit sa célébrité, non à sa haute Antiquité, mais au temple colossal qui s’éleva, à l’époque ptolémaïque, dans la ville.
C’est l’un des temples les mieux conservés d’Égypte et le deuxième édifice en grandeur après Karnak : 137 mètres de longueur, 79 mètres de largeur, 36 mètres de hauteur pour les pylônes.
Le temple fut érigé sur un temple beaucoup plus ancien. Ses travaux de construction furent commencés sous Ptolémée III en -237. Ils ont été poursuivis par Ptolémée VIII qui, 95 ans plus tard (en 142 avant notre ère), a inauguré le temple. Ce dernier a également entamé des travaux sur le mur d'enceinte et sur le mammisi. Ptolémée XII a finalisé les travaux sur le mur d'enceinte, la cour principale et le pylône. Il a ensuite inauguré le temple pour la deuxième fois en 70 avant notre ère. Le temple a été officiellement terminé en 57 avant notre ère avec l'installation des portes en bois de l'entrée principale entre les deux pylônes. D'autres ajouts ont été faits par l'empereur romain Auguste, puis peut-être par Tibère.
Les Romains le remanièrent et sa structure est presque semblable à celle de Dendérah. Entièrement construit en grès, ce temple est remarquable par son plan harmonieux aux proportions parfaites, et sa conservation exceptionnelle.
Ensablé, il fut dégagé par l’égyptologue Auguste Mariette.

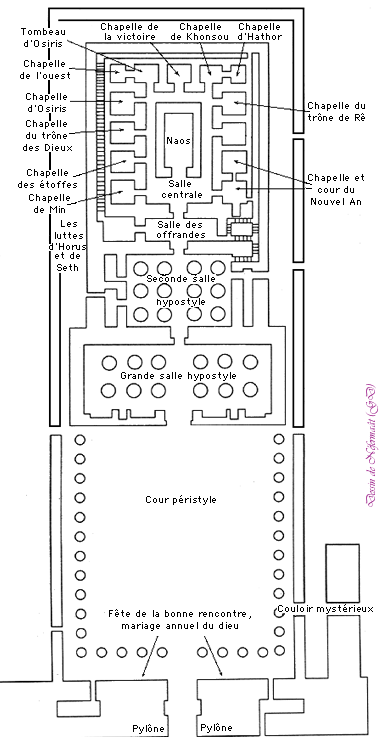
Plan du temple d'Edfou.

Comme beaucoup d’édifices religieux de cette époque, le temple était complété par tout un ensemble de constructions, entièrement recouvertes par les maisons du village moderne. Il y a seulement vingt ans, seul le mammisi était dégagé. En 1877, Amelia Edwards écrivait :
« Il y a dix ans, seul le sommet des pylônes du grand temple d'Edfou était visible... Ses salles ornées de sculptures étaient ensevelies sous quarante pieds de terrain. Son toit en terrasse n'était qu'un amoncellement de huttes agglutinées, grouillant d'êtres humains, de volailles, de chiens.... »
On pénètre dans le temple par le grand pylône décoré d’énormes reliefs montrant le roi et les dieux ; la cour est entourée d’une colonnade sur trois côtés.
Le grand intérêt de ce temple réside aussi dans ses inscriptions qui donnent par le menu, tous les détails du culte quotidien rendu à Horus et aussi des cérémonies marquant les quatre plus grandes fêtes annuelles. Murs et colonnes racontent les différents rites accomplis par le roi.
Sur le mur d’enceinte, on peut voir la fête célébrant la pose de la première pierre. S’ajoutent les récits des guerres livrées contre Seth par Rê et par Horus et la victoire de ce dernier sur ses ennemis (présentées sous forme d’hippopotames ou de crocodiles). L'imposante façade du pylône affiche les scènes classiques du massacre de grappes d'ennemis par le pharaon brandissant sa massue (voir galerie ci-dessous). Au-dessus de la porte, le disque ailé encadré d'uræus, représente Horus apparaissant entre les deux montagnes de l'horizon, évoquées par les deux massifs du pylône. Ces derniers sont creux et desservis par un escalier accédant au toit, où les prêtres astronomes montaient observer les étoiles.
Face au pylône, un mammisi est consacré au dieu Ihi, fils d'Horus et Hathor, conçu à l'occasion de la Bonne rencontre : chaque année, Hathor de Dendérah venait en bateau rendre visite à son époux Horus, accompagnée de nombreux pèlerins. Cette fête est représentée au revers du pylône.
Deux portiques à chapiteaux composites (voir galerie) bordent la grande cour dallée. Au fond se dresse une superbe statue d'Horus faucon coiffé de la double couronne, taillée dans un bloc de granit gris. Elle garde l'entrée de la première salle hypostyle.
À droite, s'ouvre la petite bibliothèque où on conservait les papyri sacrés. En avançant dans le temple, le sol se relève, les plafonds s'abaissent et la lumière décroît, de manière à faire du sanctuaire un lieu obscur et mystérieux.
La deuxième salle hypostyle, plus réduite, est flanquée à gauche de la chambre des offrandes solides et d'un laboratoire, et à droite de la chambre des offrandes liquides. De la salle des offrandes qui lui succède, un escalier monte à la terrasse où avaient lieu les cérémonies du Nouvel An : les statues d'Horus et d'Hathor, portées en procession, étaient exposées dans un kiosque aux rayons du soleil, pour les recharger en énergie divine.
Le vestibule précédant le sanctuaire communique avec la petite cour du Nouvel An et sa chapelle, d'où partait le cortège.

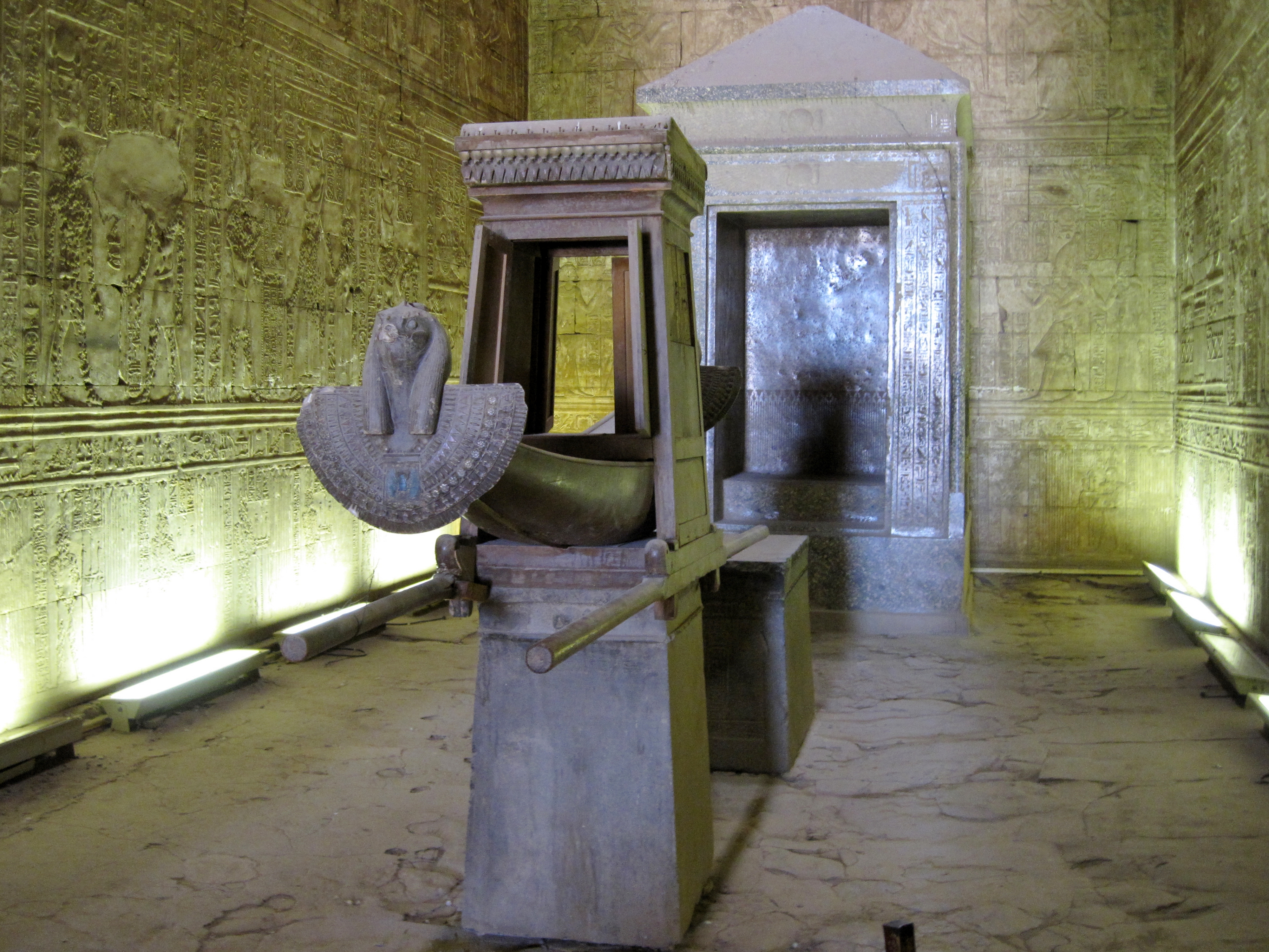
Naos d'Edfu.

Un naos en granit patiné au nom de Nectanébo II occupe encore le centre du sanctuaire : là, l'effigie d'Horus, parée et ointe de baumes recevait trois fois par jour un service d'offrandes accompagné de musique et de prières. Le grand-prêtre apposait ensuite sur la porte du naos un sceau d'argile et se retirait en reculant, effaçant les traces de ses pas. L'une des chapelles entourant le sanctuaire abrite une réplique de la barque sacrée (voir photo ci-dessous).
La deuxième salle hypostyle donne accès au déambulatoire compris entre l'enceinte et le mur du temple, ponctué de gargouilles à tête de lion.
L'escalier du nilomètre se trouve du côté est ; la paroi Ouest relate le combat d'Horus contre Seth. Chaque année, les prêtres célébraient la Fête de la Victoire d'Horus, en transperçant et dépeçant des effigies de Seth, hippopotame en cire et en pâte à gâteau.

## Galerie de photos

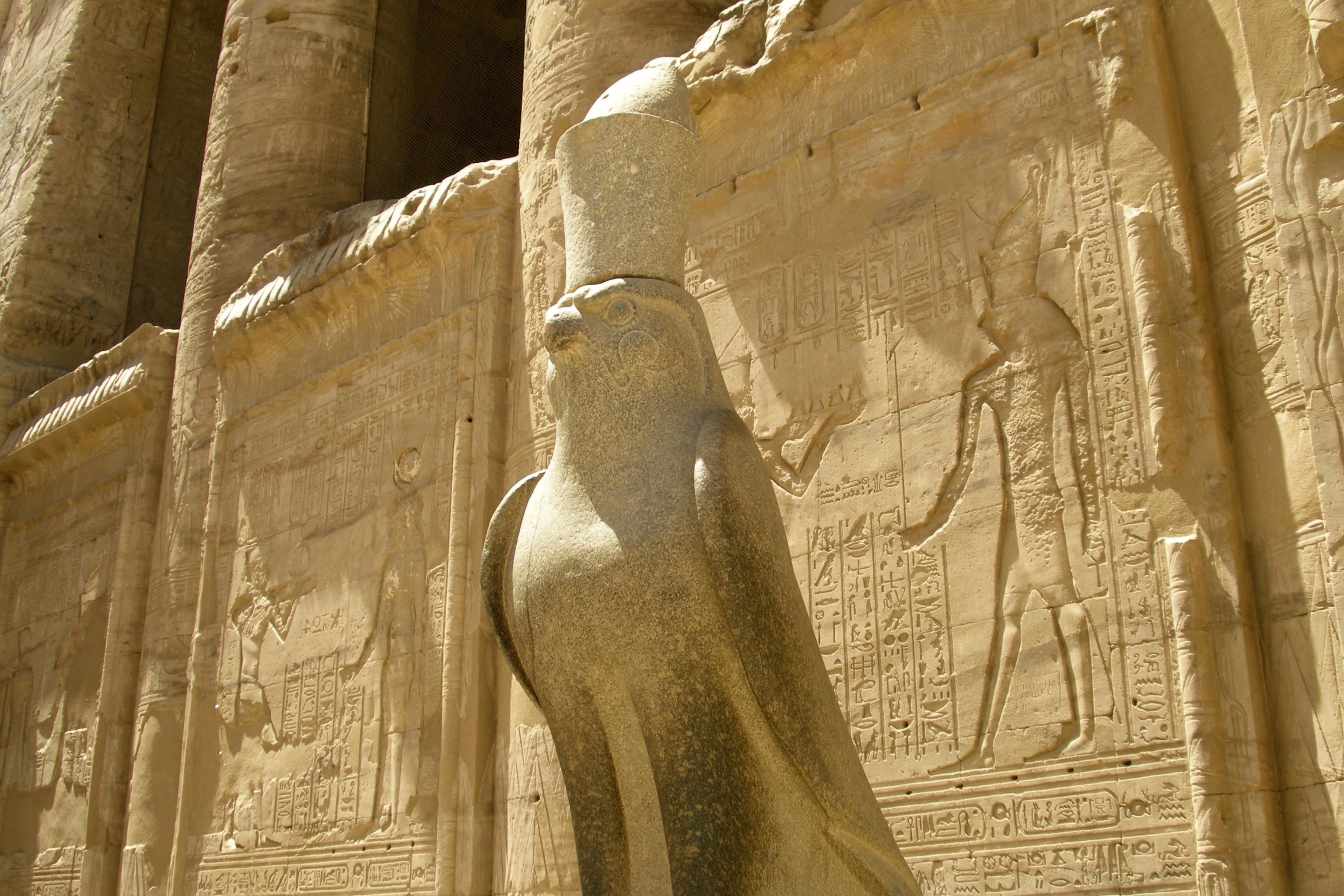
Horus devant l'entrée de la grande salle hypostyle.
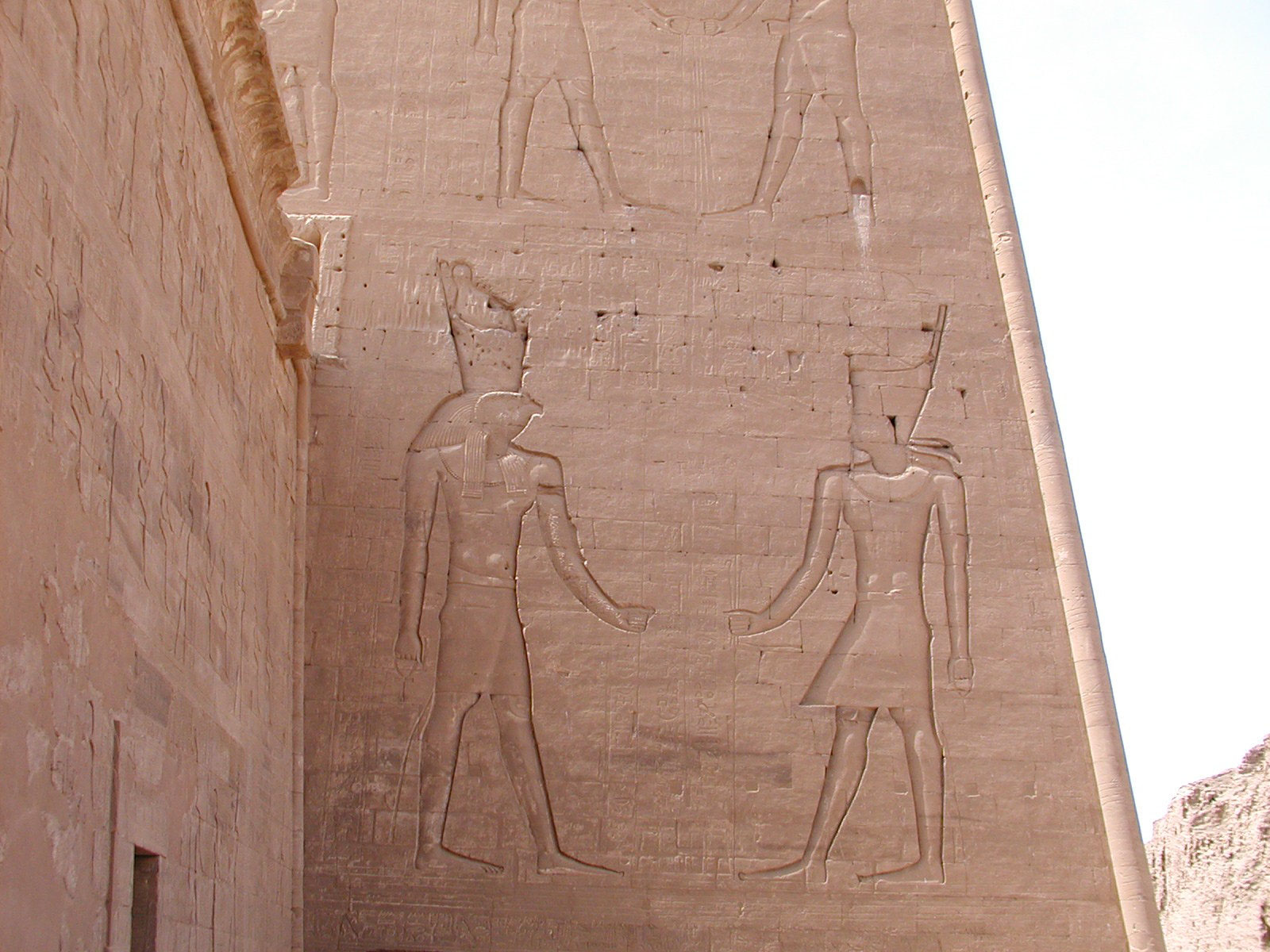
Scène du pylône gauche.
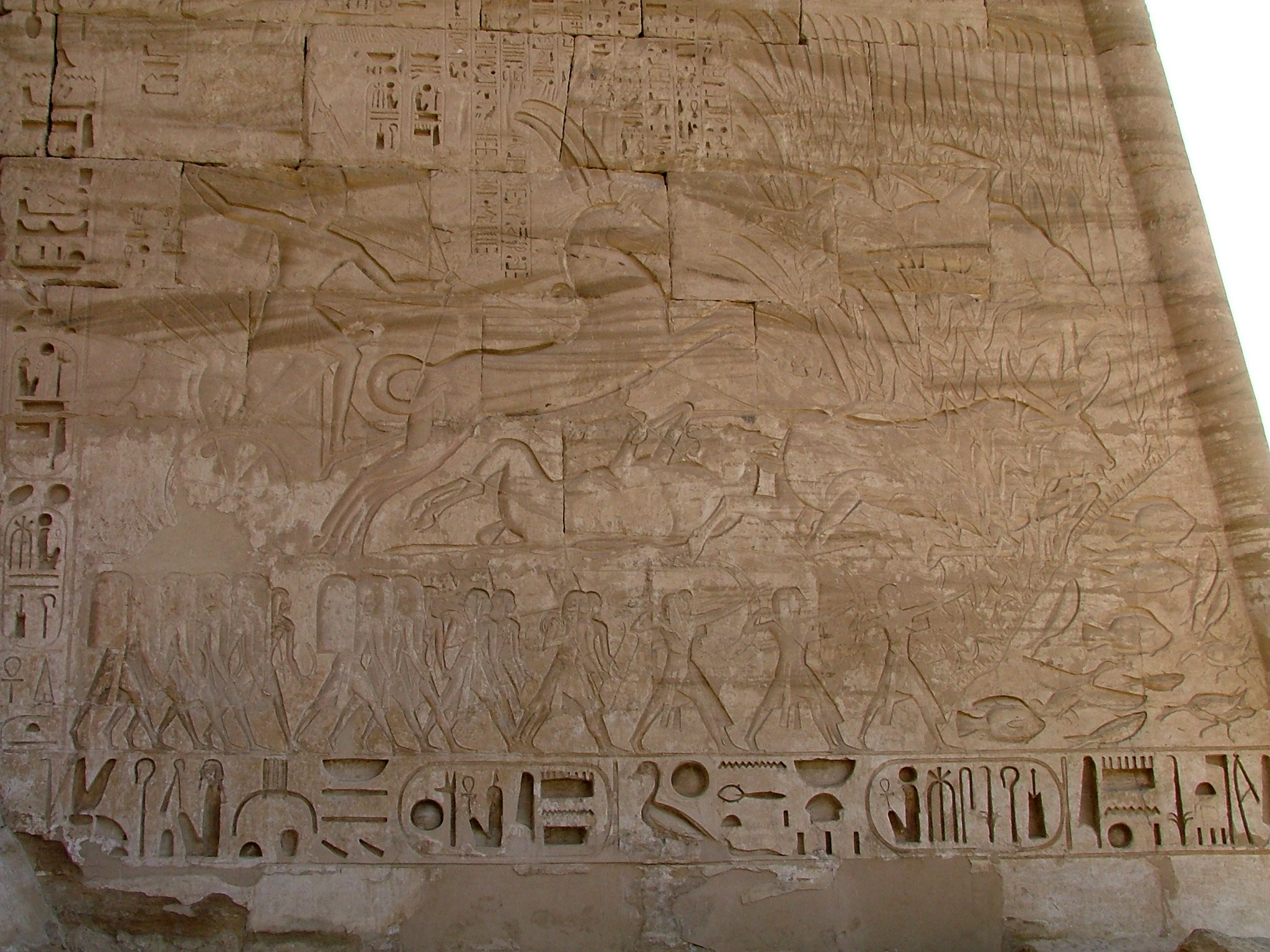
Scène de bataille.
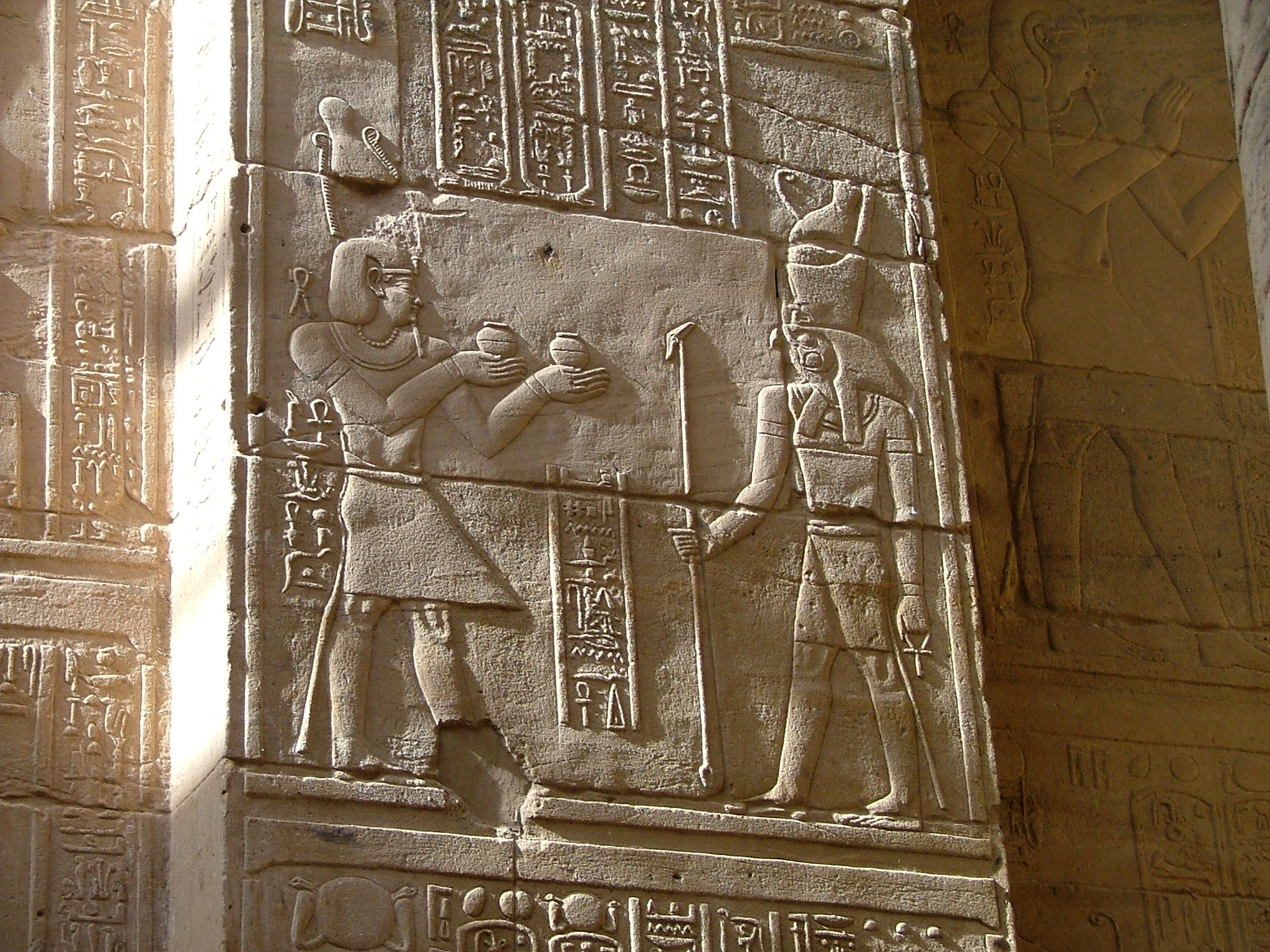
Scène d'offrande.
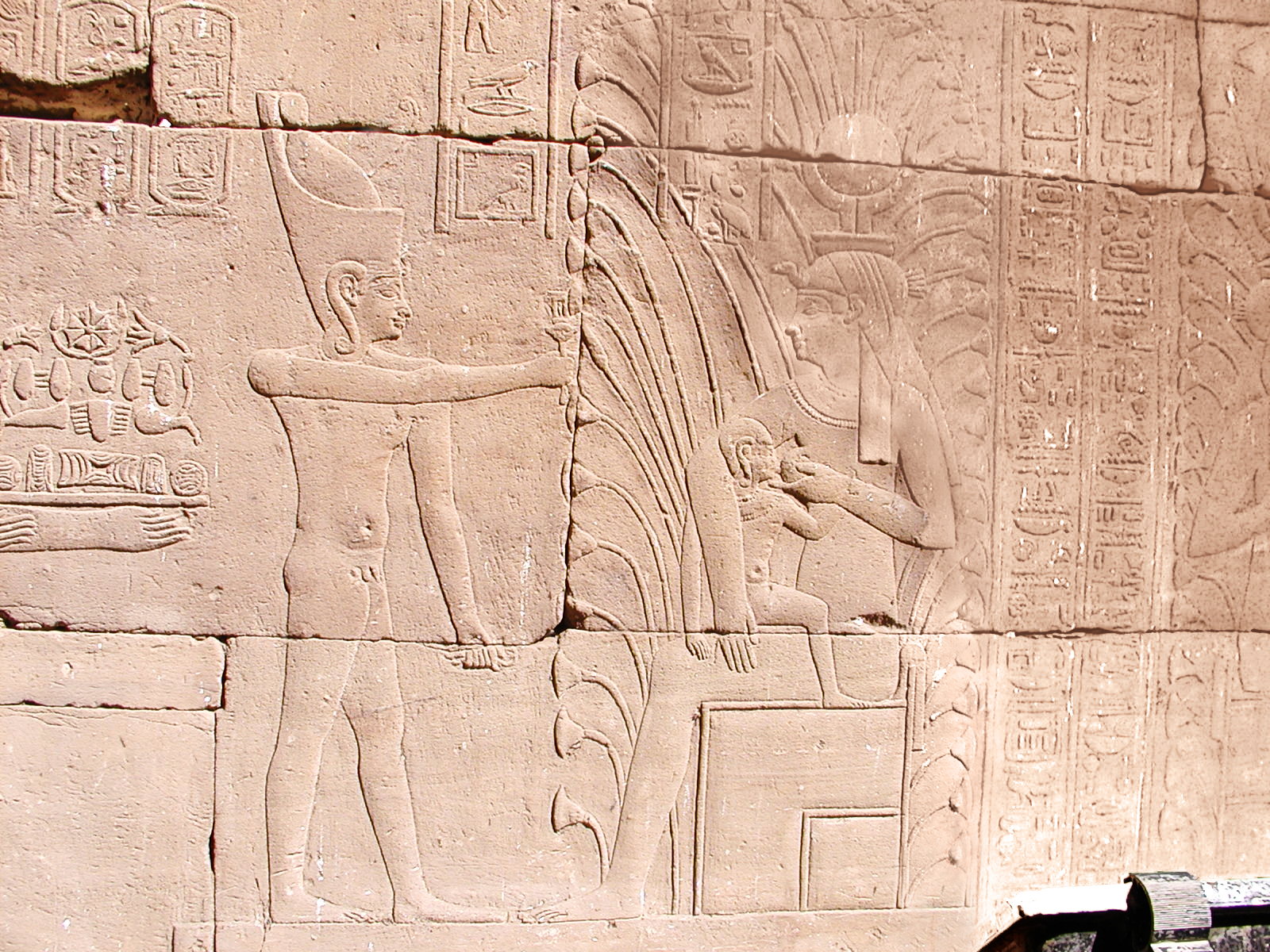
Scène d'allaitement.
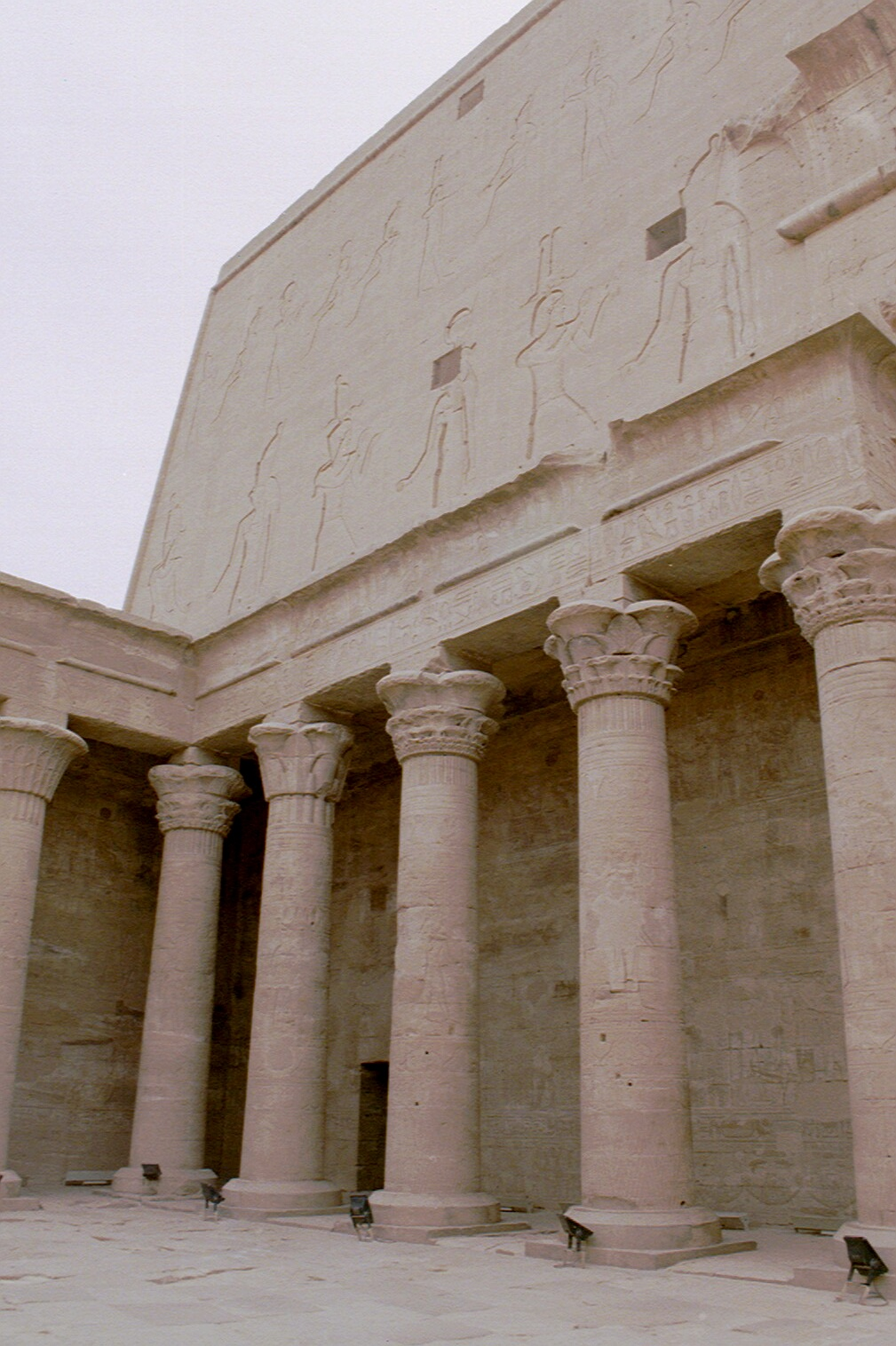
Colonnade dans la cour du temple.
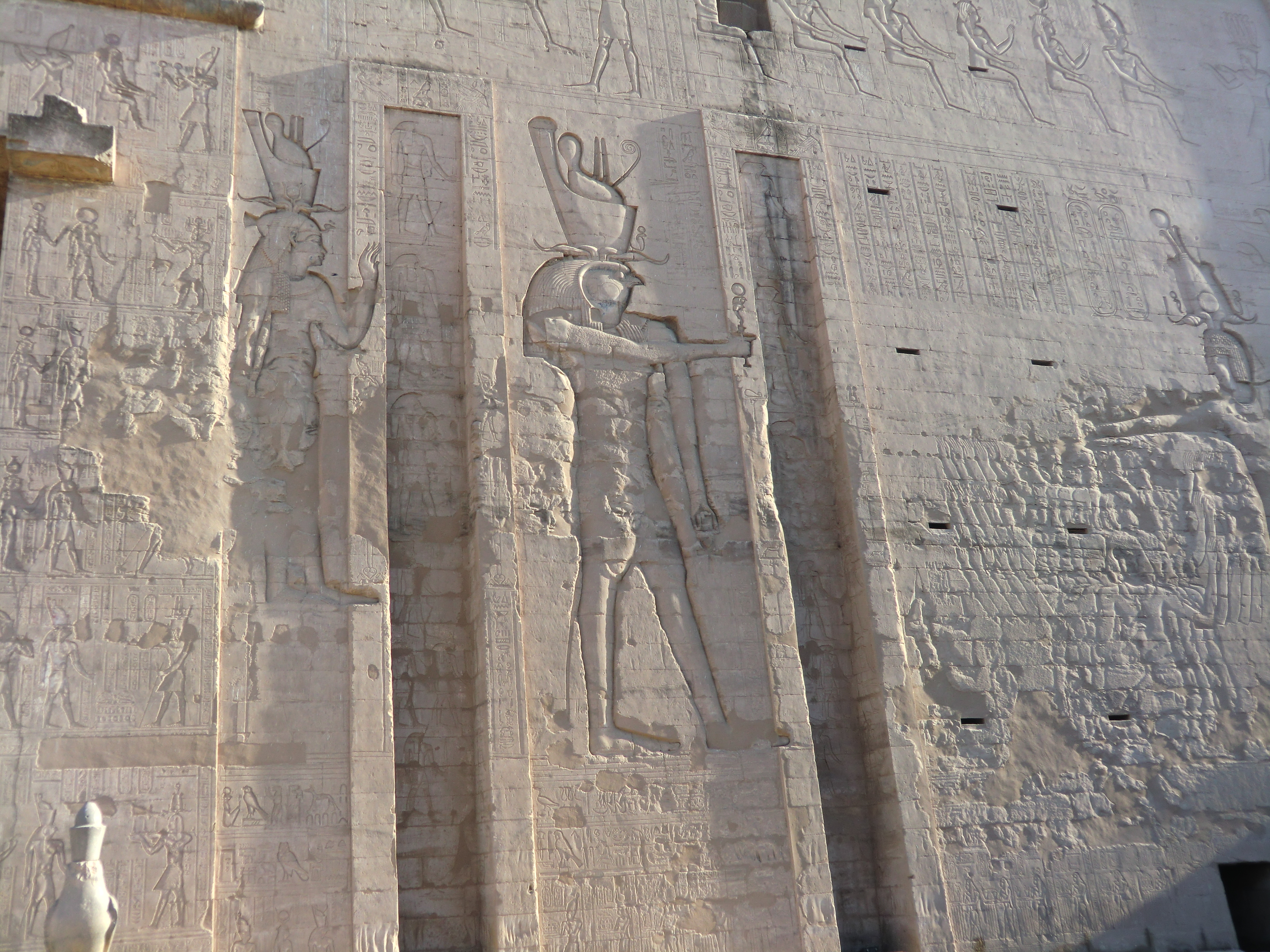
Représentation d'Horus sur le pylône droit.
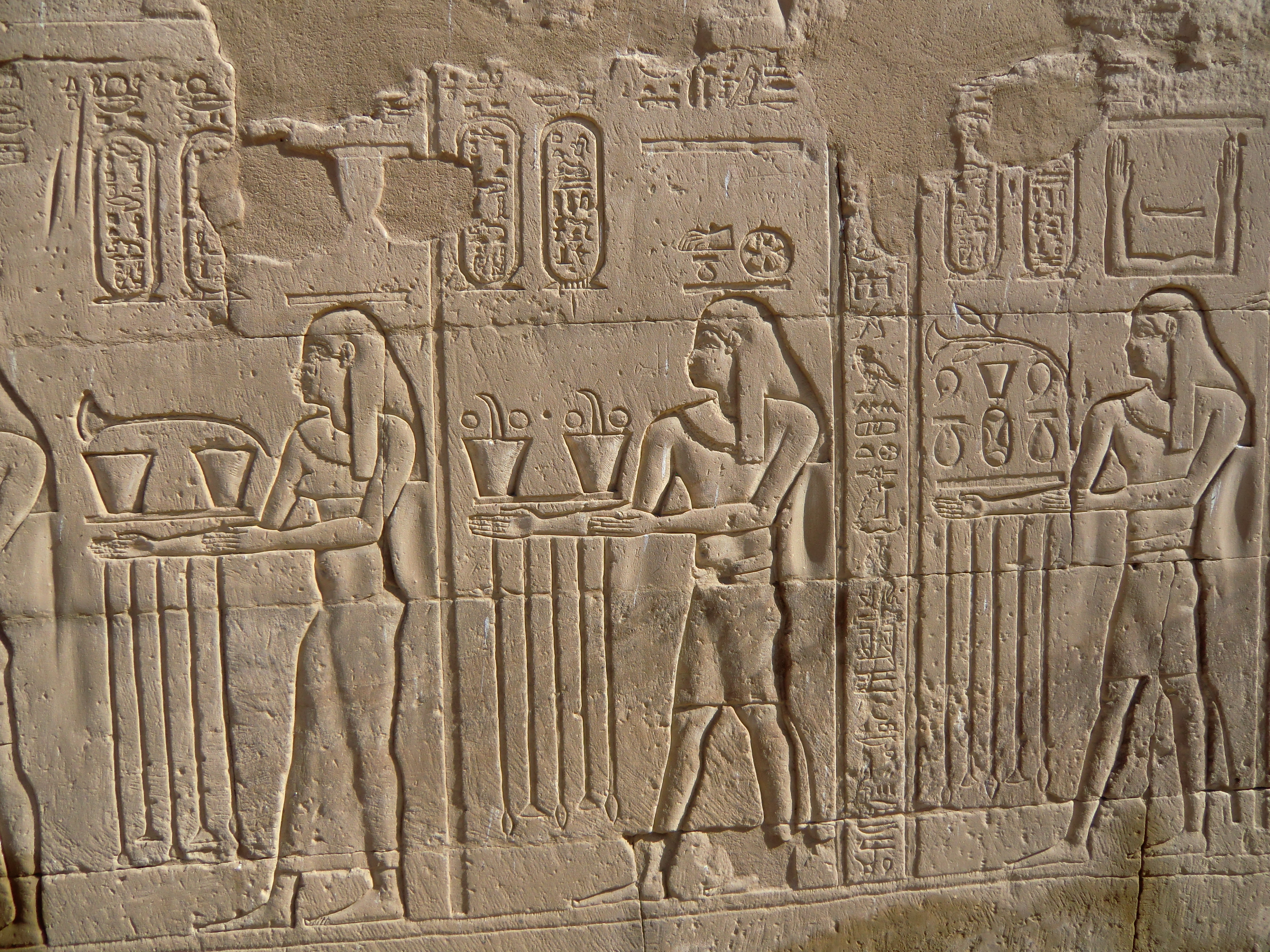
Scène d'offrandes.
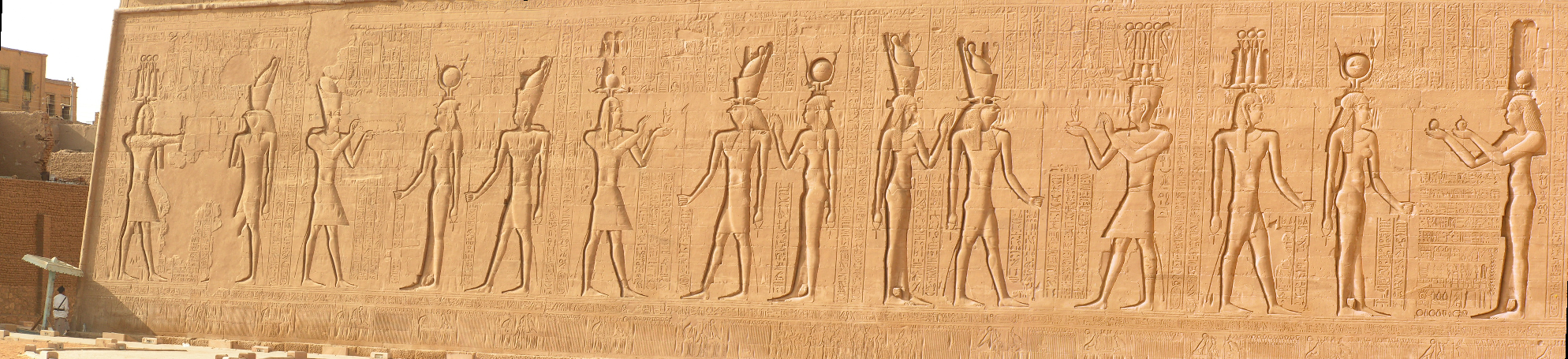
Vue arrière du temple.

## Source
- Gérard Ducher, Guide de voyage en Égypte, Alexandrie (Égypte), 2002 (réédition)